# Südafrikanische Badmintonmeisterschaft 1956
Die Südafrikanische Badmintonmeisterschaft 1956 fand in Durban statt. Es war die sechste Austragung der nationalen Titelkämpfe im Badminton in Südafrika.

## Titelträger
| Disziplin    | Sieger                |
| ------------ | --------------------- |
| Herreneinzel | C. J. Read            |
| Dameneinzel  | M. D. Flynn           |
| Herrendoppel | C. Read R. du Plessis |
| Damendoppel  | B. Bayne M. Perrin    |
| Mixed        | C. Read C. Jackson    |